# Stora moskén i Ahar

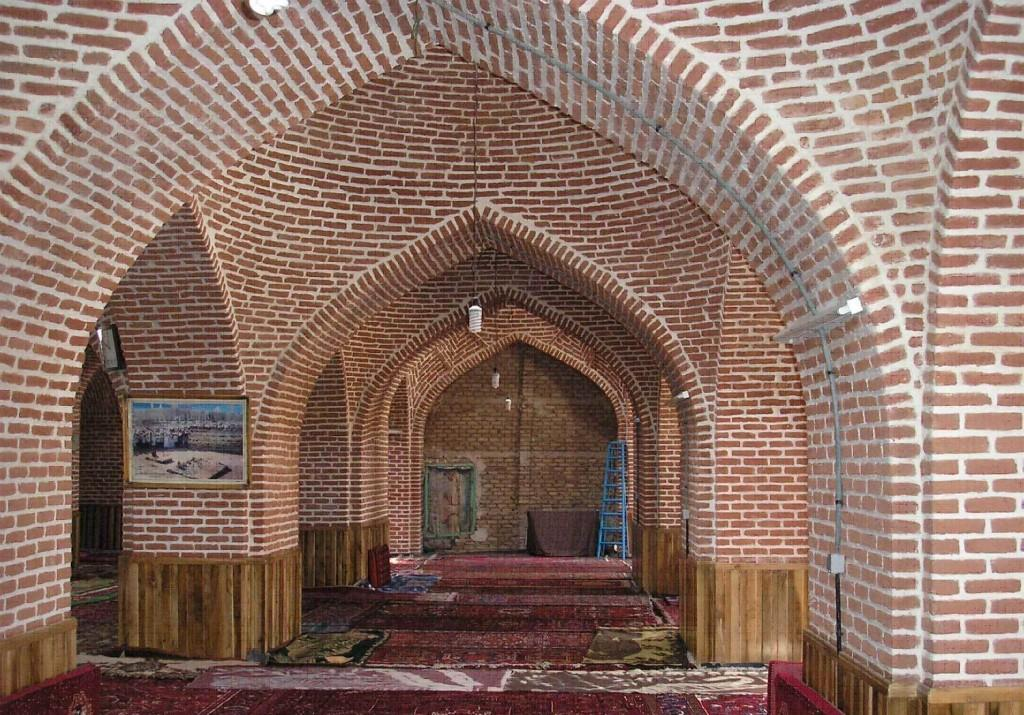
Fredagsmoskén i Ahar.

Stora moskén i Ahar (persiska: مسجد جامع اهر) förknippas med salghuridernas och seldjukernas tid och har egenskaper som endast går att finna i få moskéer. Moskén ligger i den iranska provinsen Östazarbaijan.